# 幕別車站
幕別車站（日语：／ Makubetsu eki */?）是位於北海道中川郡幕別町錦町的北海道旅客鐵道（JR北海道）根室本線的鐵路車站。亦是急行列車（「狩勝」及「大空」）的停靠站。車站編號為K34。電報略號為マク。
舊名稱「止若」來自阿伊努語的「yam-wakka-pira」（冷水的懸崖）。不過由於車站位於幕別町，避免與天北線的「幕別」產生混淆，天北線的「幕別」改稱為「惠北」，而一個月後根室本線的「止若」改稱為「幕別」。

## 歷史
- 1905年（明治38年）10月21日 - 以國有鐵道的止若車站（やむわっかえき）開始營業。一般車站。
- 1963年（昭和38年）11月1日 - 改稱為幕別車站。
- 1982年（昭和57年）9月10日 - 廢除貨物處理。
- 1985年（昭和60年）3月14日 - 廢除行李處理。
- 1987年（昭和62年）4月1日 - 國鐵分割民營化後，由JR北海道繼承。

## 車站構造
- 幕別車站屬於2面3線、擁有單式及島式月台的地面車站。兩個方向的列車基在上都是停靠位於車站大樓旁的1號線，而需要交換車廂及避車等情況時，上行列車會使用2號線（或3號線），而下行方向則使用3號線。
- 為設置綠窗口的業務委託車站（由JR道東旅遊服務管理），營業時間是7時00分至16時50分，星期日及假期休息。

## 車站周邊
為幕別町的中心車站。
- 國道38號
- 國道242號
- 幕別町役場
- 帶廣警察署幕別派出所
- 幕別郵政局（併設日本郵政帶廣分店幕別配送據點）
- 北洋銀行幕別分店
- 幕別町農業協同組合（JA幕別町）
- 幕別町民會館
- 幕別町圖書館
- 北海道幕別高等學校

## 巴士路線
- 十勝巴士
  - 本別、足寄、陸別方向（北海道池北高原鐵道故鄉銀河線廢除後的代替巴士）
  - 北海道幕別高等學校、東綠町公寓方向
  - 札內、帶廣車站、十勝巴士總社（西帶廣）方向
- 十勝巴士、釧路巴士
  - 特急鈴蘭號：釧路車站方向（※帶廣方向只能下車）

## 相鄰車站
北海道旅客鐵道（JR北海道）
■根室本線
札內（K32）－幕別（K34）－利別（K35）

## 外部連結
- （日語）JR北海道 – 幕別車站 （页面存档备份，存于）
- （日語）幕別車站 （页面存档备份，存于）
- （日語）全驛參觀之旅 （页面存档备份，存于）